# 辯天宗
辯天宗（べんてんしゅう）は、日本の仏教の宗派。開祖は大森智辯。

## 概要
高野山真言宗の流れを汲み、仏教系新宗教に分類される宗教法人である。大阪府茨木市に本部を置く。宗紋（シンボルマーク）は桔梗紋。桔梗は奈良県五條市の市花（1982年（昭和57年）に公募により制定）でもある。
系列の智辯学園高等学校・智辯学園和歌山高等学校は、高校野球の強豪、甲子園の常連校として全国的に有名である。

## 歴史
辯天宗は1934年（昭和9年）に奈良県宇智郡野原村（現五條市）の十輪寺の住職である大森智祥の妻であった大森智辯（智辯尊女とも。本名・大森清子、旧姓吉井）が大辯才天女尊より天啓を受け、それにより信者や訪問者への相談や、行（ぎょう）を行ったことに始まる。その後、1948年（昭和23年）には夫の大森智祥が第一世管長となって辯天講を結成し、1952年（昭和27年）に辯天宗となる。
1965年（昭和40年）には真言宗の「高野山開創1150年記念大法会」の導師を大森智祥が、副導師を大森智辯が勤める。
2002年（平成14年）には立宗50年を期に、包括宗教法人としての「辯天宗」の設立登記が行われている。
第二世管長の大森慈祥は、智辯・智祥夫妻の長男に当たり、第三世管長の大森光祥は慈祥の子である。

### 沿革
- 1900年（明治33年05月31日） - 智祥第一世管長、和歌山県海草郡木ノ本村（現 和歌山県和歌山市木ノ本）に誕生。西本市太郎・こぶん夫妻の五男（幼名正信）。
- 1908年（明治41年10月） - 智祥第一世管長、奈良県宇智郡野原村（現 奈良県五條市野原西）杖櫻山密乘院十輪寺住職、直木純祥の養子となり得度。
- 1909年（明治42年04月01日） - 宗祖智辯、奈良県吉野郡吉野村飯貝（現 奈良県吉野郡吉野町飯貝）に誕生。吉井重吉・スエ夫妻の長女（幼名清子）。
- 1915年（大正04年） - 宗祖7歳 「二重橋を誰でも渡る時代が来る」と日本の将来を予言。
- 1929年（昭和04年） - 宗祖21歳 大師堂（大師山寺）の修行僧大森智祥と結婚。
- 1930年（昭和05年） - 宗祖22歳 大師堂から五條市の十輪寺へ転居。
- 1930年（昭和05年07月16日） - 智祥長男、慈祥（幼名慶一、第二世管長）誕生。
- 1934年（昭和09年） - 宗祖26歳 4月17日、辯才天の天啓を受ける。
- 1939年（昭和14年） - 宗祖31歳 大阪の太融寺にて加持祈祷師資格取得。医師法、薬事法違反で逮捕。
- 1940年（昭和15年） - 宗祖32歳 布教師第四種検定試験に合格し、真言宗布教師の免許を受ける。
- 1941年（昭和16年） - 子宮癌の女性が百日参りにて救われる。夫が毎日、妻をリヤカーに乗せ10キロの道程を日参。
- 1942年（昭和17年03月08日） - 慈祥得度。
- 1943年（昭和18年） - お百度始まる。
- 1948年（昭和23年） - 辯天講結成、日野原保育園（現ちべん保育園）を十輪寺内に開設。
- 1949年（昭和24年） - 護摩の呼出し始まる。
- 1952年（昭和27年） - 辯天宗となる。
- 1954年（昭和29年） - 大和本部本道完成。宇賀山妙音院如意寺と呼称。
- 1955年（昭和30年） - 研修科開設。御神池お水替え祭始まる。桔梗殿で初の御神示始まる。
- 1956年（昭和31年03月01日） - 慈祥長男光祥（幼名保尚、第三世管長位継承者）誕生。
- 1956年（昭和31年） - 研修別科お運び始まる。夏祭奉納花火大会（現在の茨木辯天花火大会）始まる（和田完二（丸善石油社長）が奉納したのがこの花火大会の始まりである）。
- 1964年（昭和39年） - 飛龍山冥應寺（大阪本部）本殿落慶。
- 1965年（昭和40年） - 智辯学園高等学校（現 智辯学園中学校・高等学校）開校。高野山真言宗「高野山開創1150年記念大法会」の導師を第一世管長智祥、副導師を宗祖が勤める。
- 1967年（昭和42年02月15日） - 午後2時47分に宗祖が59歳で御遷神（辯天宗でいう死去。キリスト教で「帰天」「召天」というのと同じ）。
- 1969年（昭和44年08月15日） - 光祥得度。
- 1973年（昭和48年） - 香港支部発会式。
- 1975年（昭和50年） - ハワイ協教会落慶。
- 1982年（昭和57年） - 水子供養塔落慶。
- 1983年（昭和58年） - ソウル支部発会式。
- 1986年（昭和61年） - バンクーバー支部発会式。
- 1987年（昭和62年12月31日） - 午前11時27分に智祥第一世管長が遷化。
- 1988年（昭和63年01月01日） - 慈祥副管長が第二世管長に就任。
- 2002年（平成14年） - 宗教法人「辯天宗」設立登記。

## 本尊
- 大辯才天女尊
宗祖の言葉によると、その存在は『世界中の辯天さまの おたましいを全部おまとめになっていられるのです』『御本尊の辯天さまは、あらゆる神様仏さまの、総体でもあられる』（『宗祖尊女おことば集成』第1集「ひとすじの道」）と述べられている。
- 御本尊
総本山如意寺御本殿に安置され、祀られている本尊は、行基菩薩が奈良時代に彫られたとされる辯才天像（『信者のつとめ』2頁）。

## 教義
五行のお諭し…真の教え、根本教理
- 一、真心を常に忘るべからず
- 一、慈悲愍みの心を養うべし
- 一、善根功徳の行を積むべし
- 一、感謝の誠を捧ぐべし
- 一、不平不満を思うべからず

## 本部
- 冥應寺
  - 大阪府茨木市西穂積町7番41号
    - JR茨木駅から近鉄バス14番茨木弁天行で終点下車（2021年1月以降、土休日1往復のみ運行。徒歩の場合は約25分）。
    - 名神高速道路茨木インターチェンジから南西へ約2km。

## 主な施設
- 如意寺（総本山） - 奈良県五條市野原西4-6-25
- 東京別院 - 東京都渋谷区渋谷1-11-16

## 関連施設
- 学校法人智辯学園
  - 智辯学園中学校・高等学校（奈良県五條市）
  - 智辯学園和歌山小学校・中学校・高等学校（和歌山県和歌山市）
  - 智辯学園奈良カレッジ小学部・中学部・高等部（奈良県香芝市）

## その他
- 施薬部を設け、漢方薬の処方・販売を行っている。
- 浪花千栄子（婦人部長・女優）、原健三郎、松下幸之助、笹川良一、和田完二、西條八十、山田耕筰、川上のぼる等が信仰していた。
- 笹川は大森家と婚姻関係も結び、大阪本部の土地を寄進した[1]とされているが、正確には土地の一部を寄進したのみで、残りの土地は教団に有償で売却している。また、その土地代金は「感謝箱」と呼ばれる信者からの寄進を財源として教団が約30年かけて支払っている。
- お百度参りの起源は、子宮癌の女性を救うために百日参りの行を行わせたことに始まる。
- 茨木辯天花火大会は毎年8月8日に大阪本部にて行われる[2]。宗教団体が行う奉納花火としては毎年8月1日にパーフェクト リバティー教団が行う教祖祭PL花火芸術とならんで、大阪では知名度が高い。
- 宗歌の作詞は西條八十、作曲は山田耕筰による。
- 石原慎太郎の「巷の神々」（産経新聞出版局、1967年）に宗祖にまつわるエピソードが記載されている。
- 松下幸之助についてはその立場上、本宗の信者であることを公言はしていなかったが、大阪本部落慶祭に信者代表の一人として松下が祝辞を述べている姿が信者向けのビデオとして記録されている。ただし、松下は浅草寺に雷門を寄進するなど他の諸宗教へも寄進を行っており、本宗だけを特別扱いしたものではないとする見解もある。また、守口市の本社から国道1号を挟んで南側にある松下電子部品（当時の社名。現在はパナソニックへ吸収）の拠点があった場所の一角に、下天龍王社という祠（ほこら）が鎮座しているが、これも本宗に代わるものとして建立したという説もある。下天竜王の経典は[仏説最勝護国宇賀耶頓得如意宝珠陀羅尼経（『仏説大弁財天経』の中の一つ）に記載されており、宇賀神王＝宇賀神＝弁財天＝下天龍王と読みとれる。